# Apor Károly
Báró altorjai Apor Károly (Altorja, 1815. december 11. – Marosvásárhely, 1885. október 31.) jogász, amatőr fotográfus.

## Élete
Apor Lázár erdélyi kancellár fia volt. Iskoláit Nagybányán kezdte, középiskolai és jogi tanulmányait 1835–1836-ban a pozsonyi jogakadémián, majd a bécsi Theresianumban végezte. 1837-ben az erdélyi udvari kancelláriánál gyakornokoskodott; a következő évben már Kolozsvárra, az erdélyi főkormányszékhez tették át és még azon évben Marosvásárhelyre, a királyi táblához joggyakornokul, 1842-ben pedig számfeletti táblai ülnökül kineveztetvén, az erdélyi országgyűlésnek is hivatalból tagja volt. Itt a konzervatív párthoz csatlakozott. Az 1848–1849-es szabadságharcban mint nemzetőr vett részt; de az év végén, Galícián át Bécsbe menekült. 1849 végén visszatért Erdélybe s törvényszéki szolgálatot vállalt. 1853-ban elnök lett a fogarasi törvényszéknél; 1854-ben a nagyszebeni törvényszékhez került előadónak, majd a marosvásárhelyi törvényszék elnökévé nevezték ki; 1857-ben az úrbéri törvényszéknek, 1860. július elején pedig a főtörvényszéknek lett elnöke. 1861. június 17-én az erdélyi törvényes királyi tábla elnökévé; végül 1869. május elején az újonnan fölállított marosvásárhelyi királyi ítélőtábla elnökévé nevezték ki. 1872-ben a Vaskorona-rend másodosztályú keresztjét kapta.
Egyike volt Erdély legkitűnőbb gazdáinak, különösen a gyümölcs- és bortermelés terén. 1868-as évjáratú rajnai rizling bora érmet nyert az 1873. évi bécsi világkiállításon. Az ország egyik első amatőr fényképésze volt. Kolozsváron Marastoni Jakabtól tanult, akitől megvásárolta fényképész-felszerelését is. A Székely Művelődési és Közgazdasági Egyletnek és az Erdélyi Gazdasági Egyesületnek is elnöke volt.
1835-ben lépett fel a Regélőben Fiatal házasok zavarodásai című elbeszélésével, melyet ugyanott néhány verse is követett; humoros cikkeket írt a Rajzolatokba (1835), az Athenaeumban fordítása jelent meg (1839). Ezt követően csak elvétve írt néhány politikai és közgazdasági cikket. Tolnai Lajos mellett jelentős szerepe volt 1879-ben a marosvásárhelyi Kemény Zsigmond Társaság alakulásánál, amelynek első elnökévé választották. Értékes, 12 000 kötetből álló könyvtárát részben, az 1848–49. magyar szabadságharcot illető igen gazdag apró nyomtatvány-gyűjteményét pedig egészen az Erdélyi Nemzeti Múzeumnak hagyományozta.

## Munkái
- A székely örökség történelmi és jogi szempontból. M.-Vásárhely. 1868.
- A zöld takarmány elvermeléséről és eltartásáról. Marosvásárhely, 1883.